# Antoine Louis
Antoine Louis (Metz, 13 febbraio 1723 – Parigi, 20 maggio 1792) è stato un chirurgo e fisiologo francese.

Memoire contre la legitimite des naissances pretendues tardives, 1764

Era appartenente a una famiglia di medici; suo padre era un chirurgo-maggiore in un ospedale militare locale. Da giovane si trasferì a Parigi, dove servì  come gagnant-maîtrise alla Salpêtrière . Nel 1750 fu nominato professore di fisiologia, posizione che ha mantenuto per quarant'anni. Nel 1764 fu nominato segretario a vita dell'Académie Royale de Chirurgie. Louis pubblicato numerosi articoli sulla chirurgia, tra cui diverse biografie dei chirurghi che sono morti durante la sua vita. Ha anche pubblicato una raccolta di aforismi del medico olandese Hermann Boerhaave (1668-1738).
Ad Antoine Louis è accreditata la progettazione di un prototipo della ghigliottina. Questo dispositivo, tuttavia, prende il nome dal medico francese Joseph-Ignace Guillotin, che era un sostenitore di un metodo più umano di pena capitale. Per un periodo di tempo dopo la sua invenzione, la ghigliottina era chiamata Louisette. Un altro nome per l'angolo sternale è l'angolo di Louis, che è il punto di congiunzione tra il manubrio e il corpo dello sterno.
Louis muore a Parigi il 20 maggio 1792, durante la rivolta dell'Insurrezione di Pratile, dove fu una delle vittime; il suo corpo andò disperso.

## Opere
- (FR) Antoine Louis, Memoire contre la legitimite des naissances pretendues tardives, A Paris, chez P.G. Cavelier, libraire, rue Saint Jacques, au Lys d'or, 1764. URL consultato il 19 maggio 2015.